# 井上雅義
井上 雅義（いのうえ まさよし、1956年4月22日 - ）は、四国学院大学教授（メディア研究）、ジャーナリスト。東京都武蔵野市出身。
1975年東京造形大学入学。デザイン学科映像専攻。1979年卒業後、1980年まで多木浩二 研究室研究生。
1980年に社団法人共同通信社入社（記者職）。
1996年、共同通信社を退社し有限会社フォトリンクス設立。 
2012年ー2016年3月まで青山学院女子短期大学 非常勤講師。
四国学院大学 教授（メディア研究専攻）。

## 所属
- 民族藝術学会 会員
- 日本ジャーナリスト会議 会員

## 著書
- 『現代デザイン事典2013年版 特集「エネルギーシフト」』（共著平凡社）
- 『北欧の民家』（ワールドフォトプレス）
- 『北欧モダニズム デザイン＆クラフト』共著（アプトインターナショナル）
- 『ニッポンの手仕事』（日経BP社）
- 『ビオトープ―環境復元と自然再生を成功させる101ガイド』（誠文堂新光社）
- 『空間の力』（トランスギャラリー）
- 『毒草の庭』（エクスプランテ）
- 『快楽の香り学』（エクスプランテ）
- 『森のベリー、庭のベリー』（誠文堂新光社）
- 『東洋ハーブ』（誠文堂新光社）